# Johannes Kuenen
Johannes Petrus Kuenen (Leida, 11 ottobre 1866 – Leida, 25 settembre 1922) è stato un fisico olandese.

## Biografia
Kuenen fu il figlio del professore di teologia Abraham Kuenen e sua moglie Wiepkje Muurling. Suo figlio Philip Henry Kuenen fu professore di geologia.
Dal 1884 al 1889 studiò presso l'Università di Leida, dove si laureò nel 1892. Diventò professore di fisica nel 1895 presso l'Università di Dundee a Dundee, in Scozia, dove lavorò fino al 1907. In questo periodo il College fece parte dell'Università di St Andrews. Durante la sua permanenza a Dundee eseguì degli esperimenti sui raggi x con il fisiologo Edward Waymouth Reid. Nel 1907 fu nominato professore di fisica presso l'Università di Leida. Insieme a Heike Kamerlingh Onnes condussero il Laboratorio di fisica Kamerlingh Onnes.
Sulla base del suo lavoro scientifico fu eletto nel 1911 come membro della Royal Dutch Academy of Arts and Sciences (KNAW), e divenne membro del Hollandsche Maatschappij der Wetenschappen nel 1915.

## Condensazione retrograda
Scoprì la condensazione retrograda e nel 1892 fece la sua tesi di dottorato con il titolo "Metingen betreffende het opplak van van der Waals per mengsels van koolzuur en chloormethyl". (Misurazioni sulla superficie di Van der Waals per miscele di acido carbonico e cloruro di metile).